# عبدالله مادو
عبدالله مادو (به عربی: عبدالله مادو؛ زادهٔ ۱۵ ژوئیهٔ ۱۹۹۳) بازیکن فوتبال اهل عربستان است که در پست مدافع برای باشگاه فوتبال النصر در لیگ حرفه‌ای عربستان و تیم ملی عربستان بازی می‌کند.

## افتخارات

### باشگاهی

#### النصر
- لیگ حرفه‌ای عربستان
  - قهرمان (۳): ۲۰۱۴–۲۰۱۳، ۲۰۱۵–۲۰۱۴، ۲۰۱۹–۲۰۱۸
- جام ولیعهد عربستان
  - قهرمان (۱): ۲۰۱۴–۲۰۱۳
- سوپرجام عربستان
  - قهرمان (۲): ۲۰۱۹، ۲۰۲۰
- جام قهرمانان باشگاه‌های عربی
  - قهرمان (۱): ۲۰۲۳